# Ulica Kościelna w Rudzie Śląskiej
Ulica Kościelna w Rudzie Śląskiej − jedna z ulic w rudzkiej dzielnicy Ruda. Ma długość około 0,5 km; posiada południkowy przebieg. Rozpoczyna swój bieg przy skrzyżowaniu z ul. H. Wieniawskiego i ul. Wolności. Następnie krzyżuje się z ul. Macieja, ul. G. Morcinka, ul. Porębską i ul. W. Bujoczka.
Przy ulicy znajduje się zabytkowy zespół osiedla robotniczego w rejonie ul. Wolności, ul. Kościelnej, ul. St. Staszica, ul. H. Wieniawskiego, ul. A. Mickiewicza, pochodzący z około 1900, wpisany do rejestru zabytków 30 kwietnia 1993 (nr rej.: A/1518/93); część zespołu zlokalizowana jest przy ul. Kościelnej:
- zespół kościoła parafialnego (ul. Kościelna 12), pochodzący z około 1869, wpisany do rejestru zabytków także osobno (nr rej.: A/7/99 z 30 kwietnia 1999), obejmujący:
  - kościół pw. Matki Bożej Różańcowej, wzniesiony z fundacji hrabiego Wolfganga Ballestrema, w 1869 w stylu uproszczonego neogotyku, według projektu gliwickiego budowniczego Wachtela,
  - plebanię,
  - ogród;
- cztery domy mieszkalne, z zabudową gospodarczą (ul. Kościelna 2, 4, 6, 8).

Osiedle wzniesiono dla pracowników zakładów należących do rodu Ballestremów.
Przy ulicy Kościelnej swoją siedzibę mają: parafia Matki Bożej Różańcowej w Rudzie Śląskiej (ul. Kościelna 12), Placówka Opiekuńczo-Wychowawcza w Rudzie Śląskiej (ul. Kościelna 35), firmy i przedsiębiorstwa handlowo-usługowe.